# 本田 (宮代町)
本田（ほんでん）は、埼玉県南埼玉郡宮代町の町名。現行行政地名は本田一丁目から四丁目、住居表示実施地区。郵便番号は345-0827。

## 地理
埼玉県の東部地域で宮代町の中央部に位置する地区である。中央、笠原、字百間、大字須賀、学園台、百間と隣接している。地区の北部を県道の春日部久喜線が通っている。
地内は北部を中心に区画整理された住宅地となっている。南部は水田などの農地も比較的多くみられる。

### 地価
住宅地の地価は、2024年（令和6年）1月1日の公示地価によれば、本田二丁目5番9号の地点で6万6,500円/m2となっている。

## 歴史
- 1965年（昭和40年）4月1日 - 住居表示が実施され、大字須賀、字百間の各一部から本田一丁目〜四丁目が成立[5]。
- 1982年（昭和57年）11月1日 - 住居表示が実施され、大字須賀の一部から本田五丁目が成立[7]。

## 世帯数と人口
2024年（令和5年）4月時点での世帯数と人口は以下の通りである。
| 丁目       | 世帯数    | 人口    |
| ---------- | --------- | ------- |
| 本田一丁目 | 257世帯   | 470人   |
| 本田二丁目 | 260世帯   | 476人   |
| 本田三丁目 | 130世帯   | 208人   |
| 本田四丁目 | 278世帯   | 574人   |
| 本田五丁目 | 385世帯   | 787人   |
| 計         | 1,310世帯 | 2,515人 |

## 小・中学校の学区
町立小・中学校に通う場合、学区は以下の通りとなる。
| 丁目       | 番地 | 小学校             | 中学校             |
| ---------- | ---- | ------------------ | ------------------ |
| 本田一丁目 | 全域 | 宮代町立笠原小学校 | 宮代町立百間中学校 |
| 本田二丁目 | 全域 | 宮代町立笠原小学校 | 宮代町立百間中学校 |
| 本田三丁目 | 全域 | 宮代町立笠原小学校 | 宮代町立百間中学校 |
| 本田四丁目 | 全域 | 宮代町立笠原小学校 | 宮代町立百間中学校 |
| 本田五丁目 | 全域 | 宮代町立笠原小学校 | 宮代町立百間中学校 |

## 交通
地区の北端を東武伊勢崎線および東武日光線がかすめるが、鉄道駅は設置されていない。最寄り駅は東武伊勢崎線（東武スカイツリーライン）東武動物公園駅である。

### 道路
- 埼玉県道85号春日部久喜線
- 水と緑のふれあいロード「騎西領・中須用水コース」（自転車歩行者道）

## 施設
- 本田保育園
- 辰新田集会所
- 安養庵・浅間神社